# Daigoro Kondo
Daigoro Kondo (近藤 台五郎, Kondo Daigoro, Tokio, 1 juni 1907 – Yokosuka, 9 februari 1991) was een Japans voetballer die als verdediger speelde.

## Japans voetbalelftal
Daigoro Kondo maakte op 27 augustus 1927 zijn debuut in het Japans voetbalelftal tijdens een Spelen van het Verre Oosten tegen China. Daigoro Kondo debuteerde in 1927 in het Japans nationaal elftal en speelde 2 interlands.

## Statistieken
| Japans voetbalelftal | Japans voetbalelftal | Japans voetbalelftal |
| Jaar                 | Wed.                 | Dlp.                 |
| -------------------- | -------------------- | -------------------- |
| 1927                 | 2                    | 0                    |
| Totaal               | 2                    | 0                    |